# الناصفة (الخرج)
الناصفة، هي حارة تقع في محافظة الخرج تابعه للسلميه، والتابعة لمنطقة الرياض في السعودية. وتبعد الناصفة عن محافظة الخرج بمسافة تقارب () كم.